# Downloadmanager
Een downloadmanager is een computerprogramma voor het downloaden (en soms uploaden) van losse bestanden van (of naar) het internet.
Downloadmanagers bieden mogelijkheden die verder reiken dan de downloadfunctie van normale webbrowsers, zoals:
- pauzeren (onderbreken en hervatten) tijdens het downloaden
- hervatten van gebroken downloads
- downloaden van bestanden op slechte verbindingen
- automatisch downloaden van een complete website of meerdere bestanden van een website op basis van eenvoudige regels (bestandstypen, bijgewerkte bestanden enz.)
- automatisch recursief downloaden (mirroring)
- het instellen van geplande downloads
- zoeken naar mirrorsites en het gebruik van verschillende verbindingen om hetzelfde bestand sneller te downloaden (gesegmenteerd downloaden)
- gebruik van variabele bandbreedten
- automatische aanmaken van submappen

Downloadmanagers zijn nuttig voor zeer actieve internetgebruikers. Voor inbellende gebruikers kunnen ze automatisch 's nachts inbellen naar de internetaanbieder wanneer de tarieven meestal veel lager zijn, de opgegeven bestanden downloaden en ophangen. Ze kunnen de links die een gebruiker gedurende de dag aanklikt registreren, en deze bestanden in de wachtrij plaatsen om later te downloaden. Voor breedbandgebruikers zijn downloadmanagers van nut door het kunnen hervatten van afgebroken downloads bij het downloaden van zeer grote bestanden, door het beperken van de bandbreedtegebruik, zodat andere internetactiviteiten niet worden beïnvloed (vertraagd) en de server niet wordt overbelast, of door het automatisch navigeren op een website en het downloaden van vooraf gespecificeerde inhoud (afbeeldingen, MP3-bestanden enz.), waaronder ook het automatisch downloaden van gehele websites.
Veel downloadmanagers ondersteunen Metalink, een XML-bestand met een lijst van mirrors, checksums en andere informatie die nuttig is bij het downloaden.

## Adware
Downloadmanagers zoals Go!Zilla behoorden tot de eerste adware-toepassingen die advertenties toonden. Adobe Download Manager doet hetzelfde tijdens de installatie van software zoals Adobe Acrobat.

## Gerelateerde toepassingen
Naast downloadmanagers bestaan er twee enigszins vergelijkbare internetprogramma's: peer-to-peertoepassingen voor bestandsuitwisseling (eMule, BitTorrent, Gnutella) en streamrecorders (zoals StreamBox VCR).